# Mustafa Akıncı
Mustafa Akıncı (28 tháng 12 năm 1947) là tổng thống mới đắc cử của Bắc Síp. Ông được bầu vào vị trí tổng thống trong cuộc bầu cử tổng thống năm 2015. Ở độ tuổi 28, ông đã trở thành thị trưởng của thành phố Nicosia. Ngoài ra, ông còn đảm nhiệm các chức vụ khác như Phó Thủ tướng Chính phủ và Bộ trưởng Bộ Du lịch.